# 千早赤阪村
千早赤阪村（ちはやあかさかむら）は、大阪府南河内地域に位置し、南河内郡に属する村。大阪府で唯一の村であり人口が最も少ない。
楠木正成の出身地として知られ、役行者が修行したと言われる金剛山や棚田などの自然に囲まれた歴史と観光の村である。

## 地理
- 山：金剛山
- 河川：千早川

### 隣接している自治体
- 大阪府
  - 富田林市、河内長野市、南河内郡河南町
- 奈良県
  - 五條市、御所市、葛城市

## 歴史
- 1956年（昭和31年）9月30日 - 千早村・赤阪村が合併して発足。
- 2002年（平成14年）から富田林市・太子町・河南町との間で合併協議がなされたが、合併方式をめぐって対立し解散した。
- 2008年（平成20年）2月 - 河内長野市との法定協議会設置議案を村議会が可決。編入合併の予定で、合併が実現すれば大阪府から村が消滅することになっていた。しかし翌2009年（平成21年）、村議会による河内長野市への編入合併に関する議案に対して反対意見が多数。結果、河内長野市への編入合併は白紙撤回され、府内から村が消滅することはなかった。
- 2014年（平成26年）3月31日 - 過疎地域に指定[2]。大阪府にはそれまで過疎地域に指定されている市町村が一つもなかったが、この指定で千早赤阪村が府内初の過疎地域となった。
- 2023年（令和5年）9月29日 - 村役場庁舎の建替え工事が完成[3]。

## 行政
- 村長（括弧内は在任期間）
  - 大向保（1996年7月17日 - 2004年7月16日）
  - 松本昌親（2004年7月17日 - 2020年7月15日）
  - 南本斎（2020年7月16日 - 2024年7月15日）
  - 菊井佳宏（2024年7月16日 - ）[4]

## 議会

### 村議会
定数は7人。2025年5月9日時点での会派構成は以下の通り。
| 会派名               | 議席数 | 所属党派   | 女性議員数 | 女性議員の比率 (%) |
| -------------------- | ------ | ---------- | ---------- | ------------------ |
| 日本共産党           | 1      | 日本共産党 | 1          | 100                |
| 公明党               | 1      | 公明党     | 0          | 0                  |
| 平政会               | 3      |            | 0          | 0                  |
| 千早赤阪村げんき会議 | 1      |            | 0          | 0                  |
| 信智会               | 1      |            | 1          | 100                |
| 合計                 | 7      |            | 2          | 28.57              |

2025年4月27日改選
- 隣接する河内長野市との市町村合併の是非を問う議会において、合併推進派の議長が議会内の意見をまとめ切れなかった理由で議長職を辞任（村議会は議長と副議長を含め、合併推進派と反対派とが5対5）した。代わって合併反対派の副議長が議長席に着き、後任議長人事を進めるも、全議員が一身上の都合により議長就任を辞退した。結局合併反対派の副議長が議事進行を司る事で一致し、合併推進決議案は5対4で可決、住民投票条例は4対5で否決となった。

## 経済

### 産業
- 農業
  - 花栽培、しいたけ栽培
  - 江戸時代から昭和30年代までは凍り豆腐（ちはや豆腐）の産地として有名であった。
- 林業
- 観光 - 観光農園、金剛山登山、参拝、ハイキング、マス釣り

村内にはコンビニエンスストアが一つもなく、食料品等の入手は周辺自治体のスーパーに頼ることとなる。このため自動車が運転できない買い物難民が発生しており、対策として大阪いずみ市民生協による移動販売車が週に1度村内に運行されている。約1000アイテムが搭載され、店頭商品の注文も受け付ける。

### 日本郵政グループ
（2020年11月現在）
- 日本郵便株式会社
  - 千早赤阪小吹（）郵便局（小吹） - ゆうちょ銀行ATMのホリデーサービス実施局。
  - 千早簡易郵便局（千早）
  - 千早赤阪村役場内簡易郵便局（水分）(2018年10月1日、水分（）簡易郵便局を役場内に移転・改称[7]。)
  - （一時閉鎖中[8]）東阪（）簡易郵便局（東阪）

※千早赤阪村内全域の郵便番号は「585-00xx」（南河内郡河南町の全域と同じ）で、集配業務は河南郵便局（河南町白木）が担当している。

## 姉妹都市・提携都市

### 国内
- 中辺路町（和歌山県西牟婁郡、現田辺市）

## 地域

### 人口
2015年の国勢調査で、前回（2010年）調査からの人口増減をみると、10.59 %減の5378人であり、増減率は府下43市町村中42位、72行政区域中71位。2014年に大阪府で初めての過疎地域に指定された。
| |                                            |  |
| 千早赤阪村と全国の年齢別人口分布（2005年） | 千早赤阪村の年齢・男女別人口分布（2005年） |  |
| ■紫色 ― 千早赤阪村 ■緑色 ― 日本全国 | ■青色 ― 男性 ■赤色 ― 女性                  |  |
| 千早赤阪村（に相当する地域）の人口の推移 \| 1970年（昭和45年） \| 5,013人 \| \| \| 1975年（昭和50年） \| 5,062人 \| \| \| 1980年（昭和55年） \| 7,288人 \| \| \| 1985年（昭和60年） \| 7,697人 \| \| \| 1990年（平成2年） \| 7,617人 \| \| \| 1995年（平成7年） \| 7,459人 \| \| \| 2000年（平成12年） \| 6,968人 \| \| \| 2005年（平成17年） \| 6,538人 \| \| \| 2010年（平成22年） \| 6,015人 \| \| \| 2015年（平成27年） \| 5,378人 \| \| \| 2020年（令和2年） \| 4,909人 \| \| |                                            |  |
| 総務省統計局 国勢調査より |                                            |  |
| 1970年（昭和45年） | 5,013人                                    |  |
| 1975年（昭和50年） | 5,062人                                    |  |
| 1980年（昭和55年） | 7,288人                                    |  |
| 1985年（昭和60年） | 7,697人                                    |  |
| 1990年（平成2年） | 7,617人                                    |  |
| 1995年（平成7年） | 7,459人                                    |  |
| 2000年（平成12年） | 6,968人                                    |  |
| 2005年（平成17年） | 6,538人                                    |  |
| 2010年（平成22年） | 6,015人                                    |  |
| 2015年（平成27年） | 5,378人                                    |  |
| 2020年（令和2年） | 4,909人                                    |  |

### 教育
- 幼稚園
  - 千早赤阪村立こごせ幼稚園
- 小学校
  - 千早赤阪村立赤阪小学校
  - 千早赤阪村立千早小吹台小学校
- 中学校
  - 千早赤阪村立中学校

### 大字
| - 東阪（旧千早村） - 小吹（旧千早村） - 千早（旧千早村） - 中津原（旧千早村） - 吉年（旧千早村） |  | - 川野辺（旧赤阪村） - 桐山（旧赤阪村） - 水分（旧赤阪村） - 二河原辺（旧赤阪村） - 森屋（旧赤阪村） |

## 交通

### 鉄道
村内に軌道式鉄道路線はない。通常南海電気鉄道高野線の河内長野駅（河内長野市）や近畿日本鉄道長野線富田林駅（富田林市）が最寄の駅として使われる。南海千早口駅（河内長野市）からは村内への公共交通がなく、大字千早まで道路で8キロメートル以上離れている。
金剛登山鉄道
1927年には金剛登山鉄道が御所市葛 - 葛城と共に当村の千早〜川上間の免許を取得したが、1930年には免許が失効している。
金剛山ロープウェイ
日本で唯一の村営索道。駅舎の耐震強度不足のため2019年3月15日より運行休止。しかし2022年9月16日譲渡先の民間企業が見つからなかったとして、村議会は撤去工事の関連予算の債務負担行為（限度額800万円）を盛り込んだ補正予算案を提案し、全会一致で可決され、廃止撤去が決定した。

### バス
- 南海バス
  - 南海高野線・近鉄長野線河内長野駅から千早、金剛山および小吹台に通じている。
- 4市町村コミバス[13]（富田林市、太子町、河南町及び千早赤阪村地域公共交通活性化協議会が運営）
  - 近鉄長野線富田林駅から当村への路線を運行。2023年12月20日をもって金剛バス（本社：富田林市）の事業廃止に伴い翌日より運行開始[14][15][16]。当村関連の路線は南海バスに委託する他、当村と河南町の自家用有償旅客運送でも行う。
- 千早赤阪村コミュニティバス「村バス」[17]千早線（千早赤阪村立中学校前 - 金剛登山口間）／大新東へ運行委託
  - 千早赤阪村立中学校前で富田林駅発着路線と接続。自家用有償旅客運送にて運行。

「村バス」（4市町村コミバス 千早線補完運行及び千早赤阪村立中学校前 - 金剛登山口間）使用車両

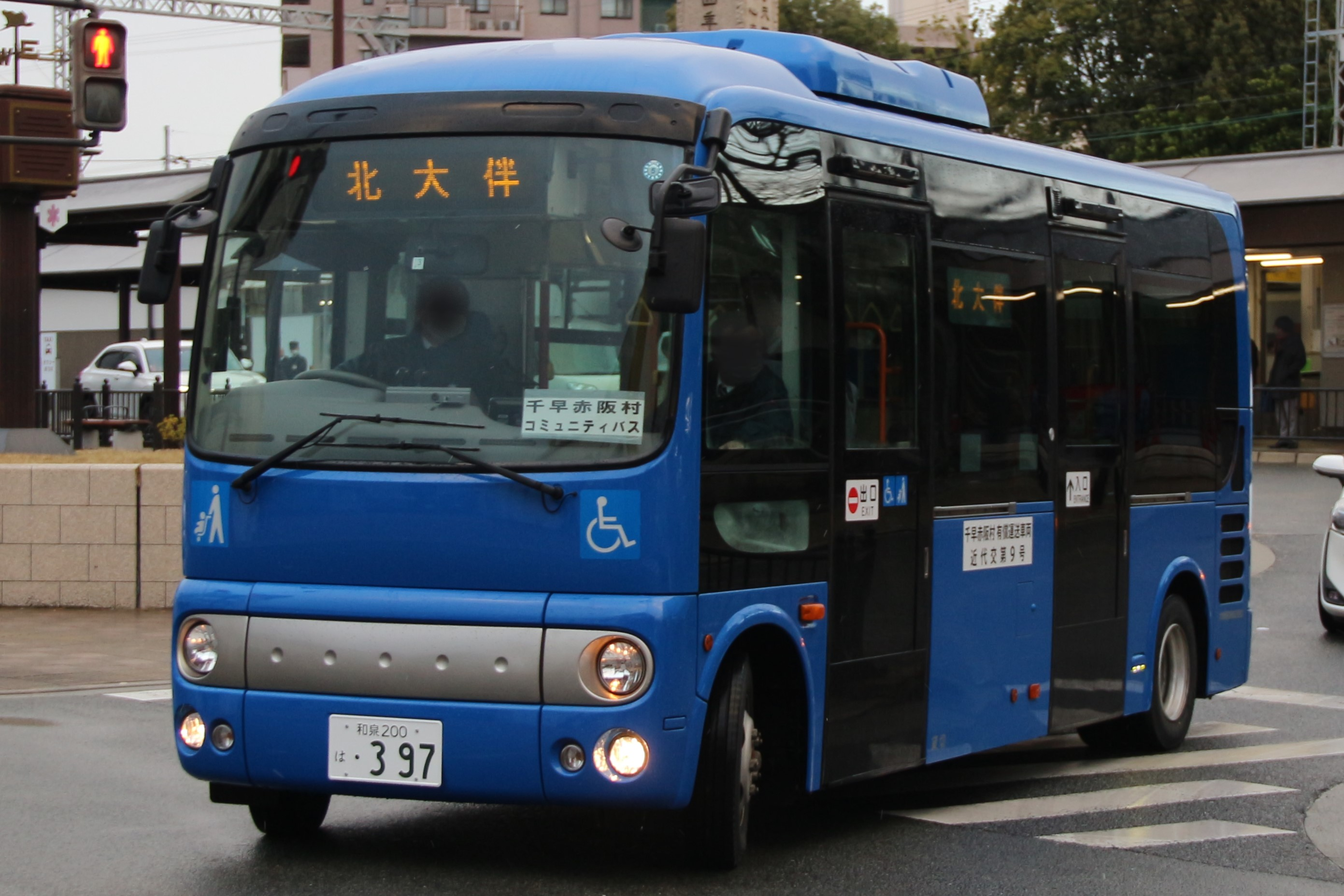
千早赤阪村バス／日野ポンチョ
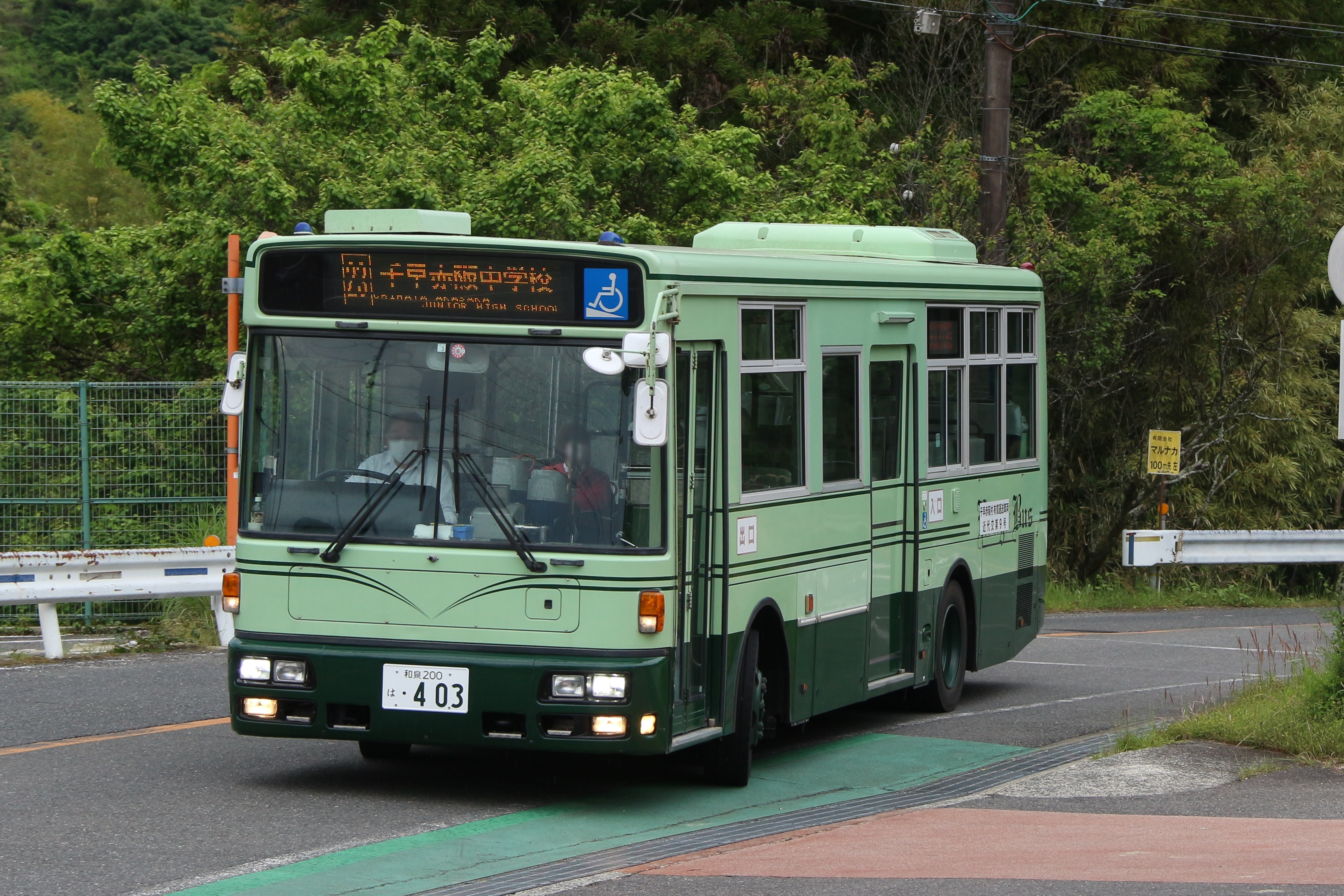
千早赤阪村バス／日産ディーゼルRM※元金剛バス
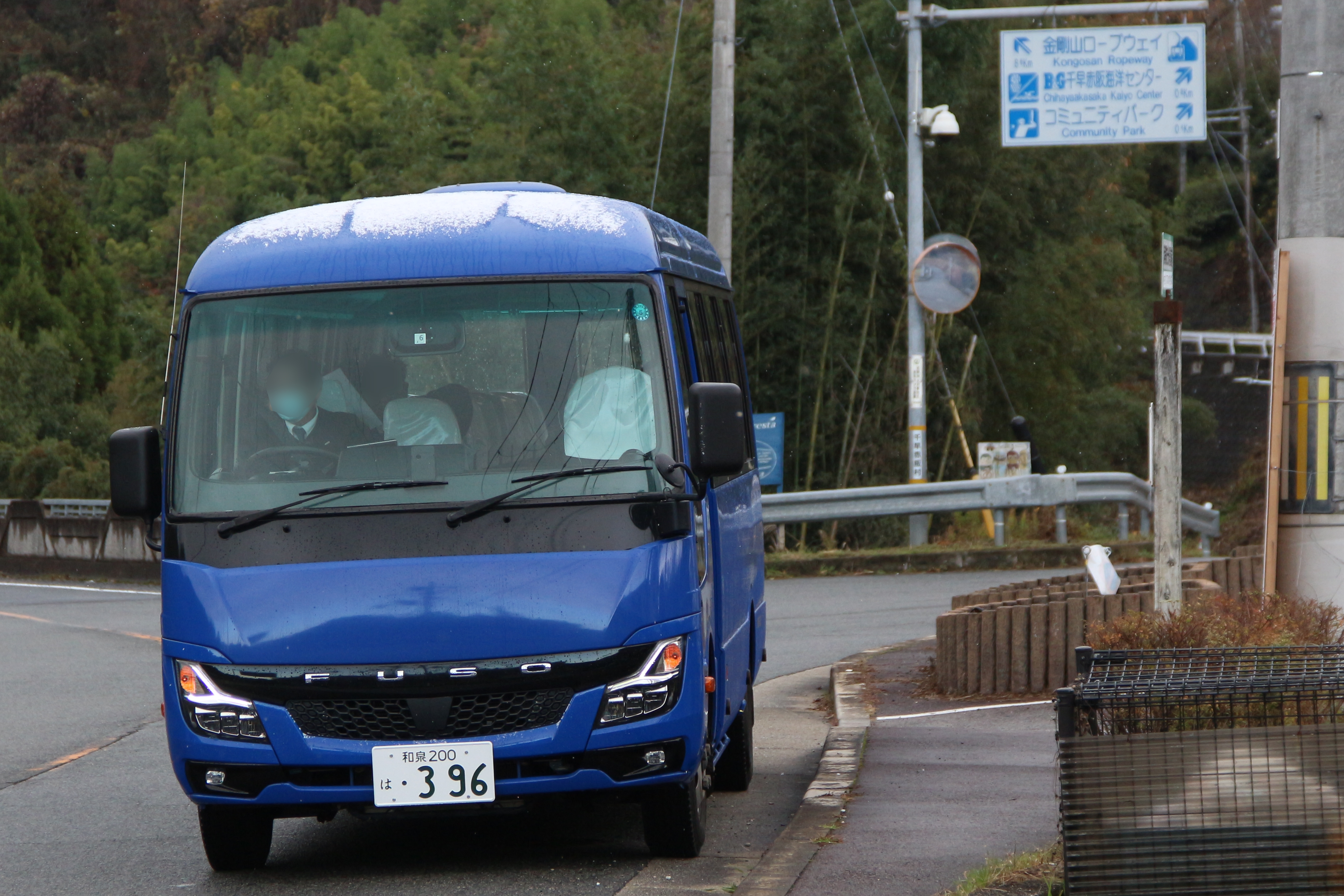
千早赤阪村バス／三菱ふそうローザ（スーパーロング）
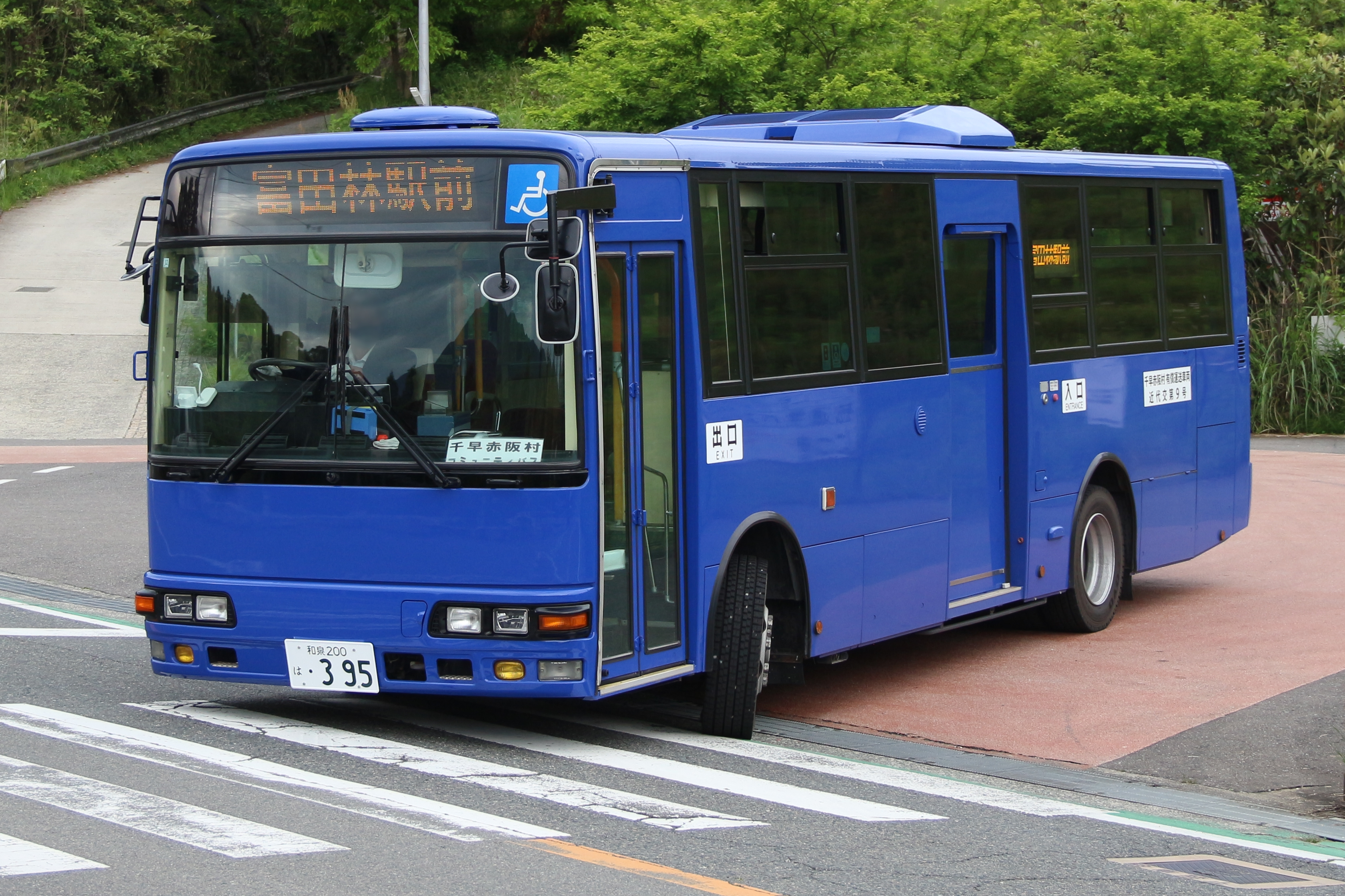
千早赤阪村バス／三菱ふそうエアロミディ

### 道路

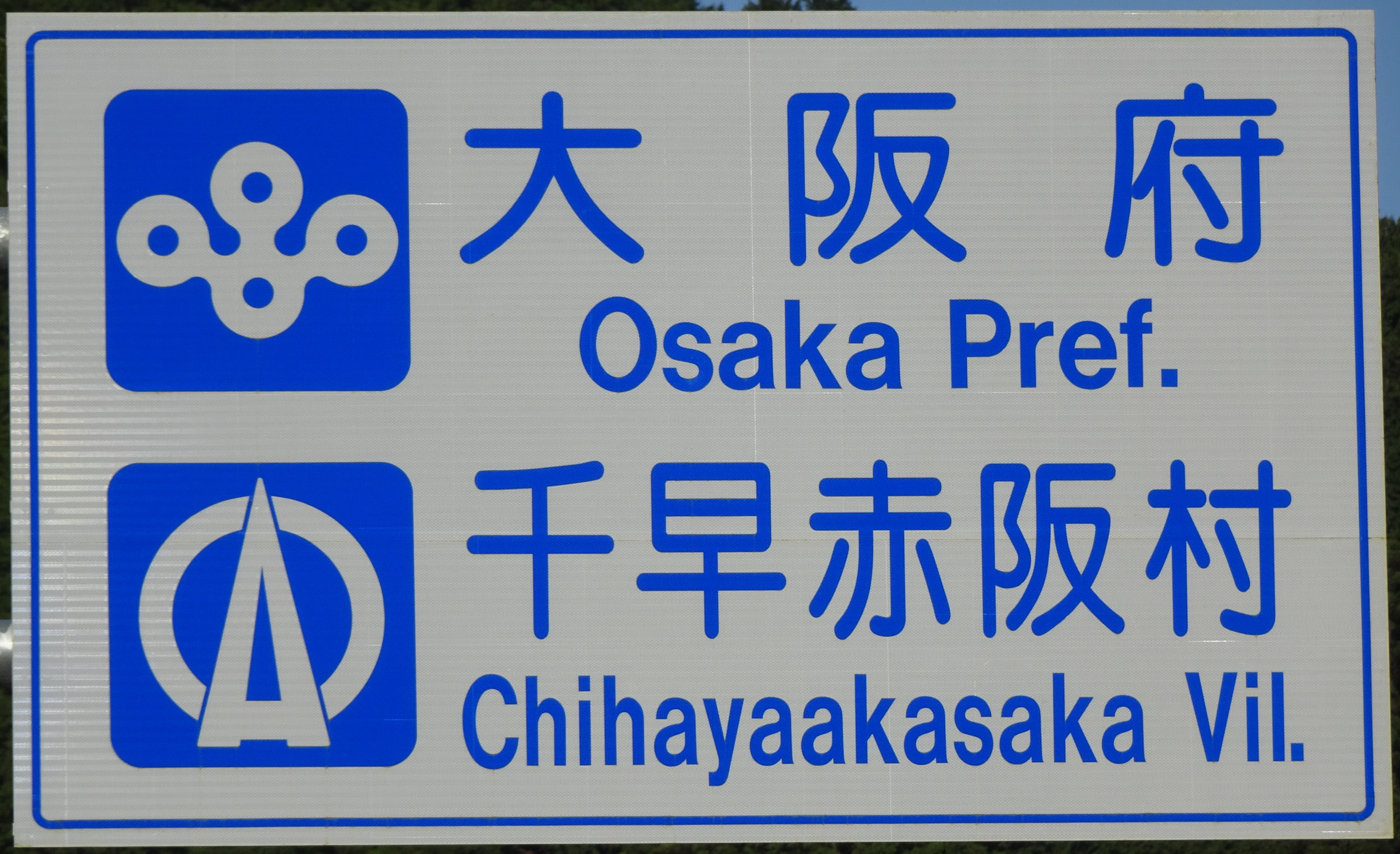
国道309号に設置されたカントリーサイン。村章のデザインが本項に掲載されている村旗と同じ間違え方をしている。

- 一般国道
  - 国道309号
- 主要地方道
  - 大阪府道27号柏原駒ヶ谷千早赤阪線
- 一般府道
  - 大阪府道200号上河内富田林線
  - 大阪府道202号森屋狭山線
  - 大阪府道209号東阪三日市線
  - 大阪府道211号中津原寺元線
  - 大阪府道214号河内長野千早城跡線
  - 大阪府道・奈良県道705号富田林五條線
- 広域農道
  - 南河内フルーツロード（金剛広域農道）

## 名所・旧跡・観光スポット・祭事・催事

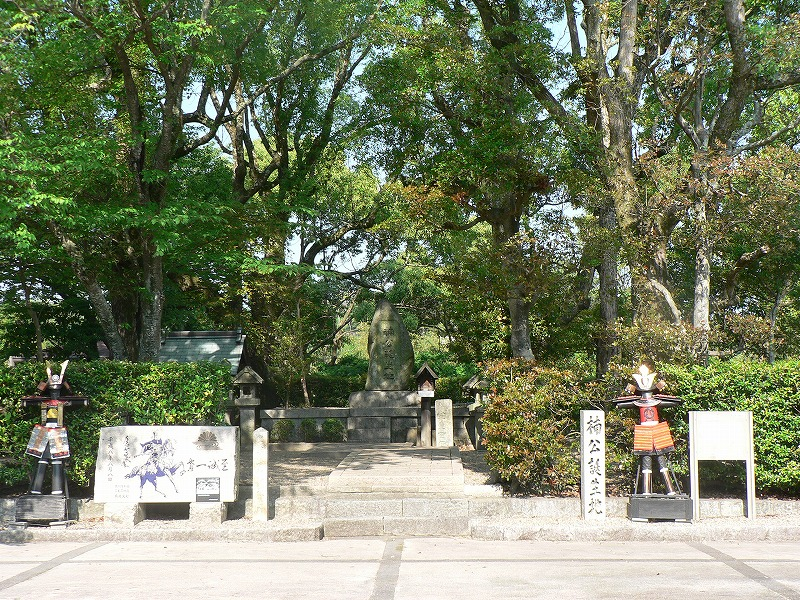
楠公誕生地

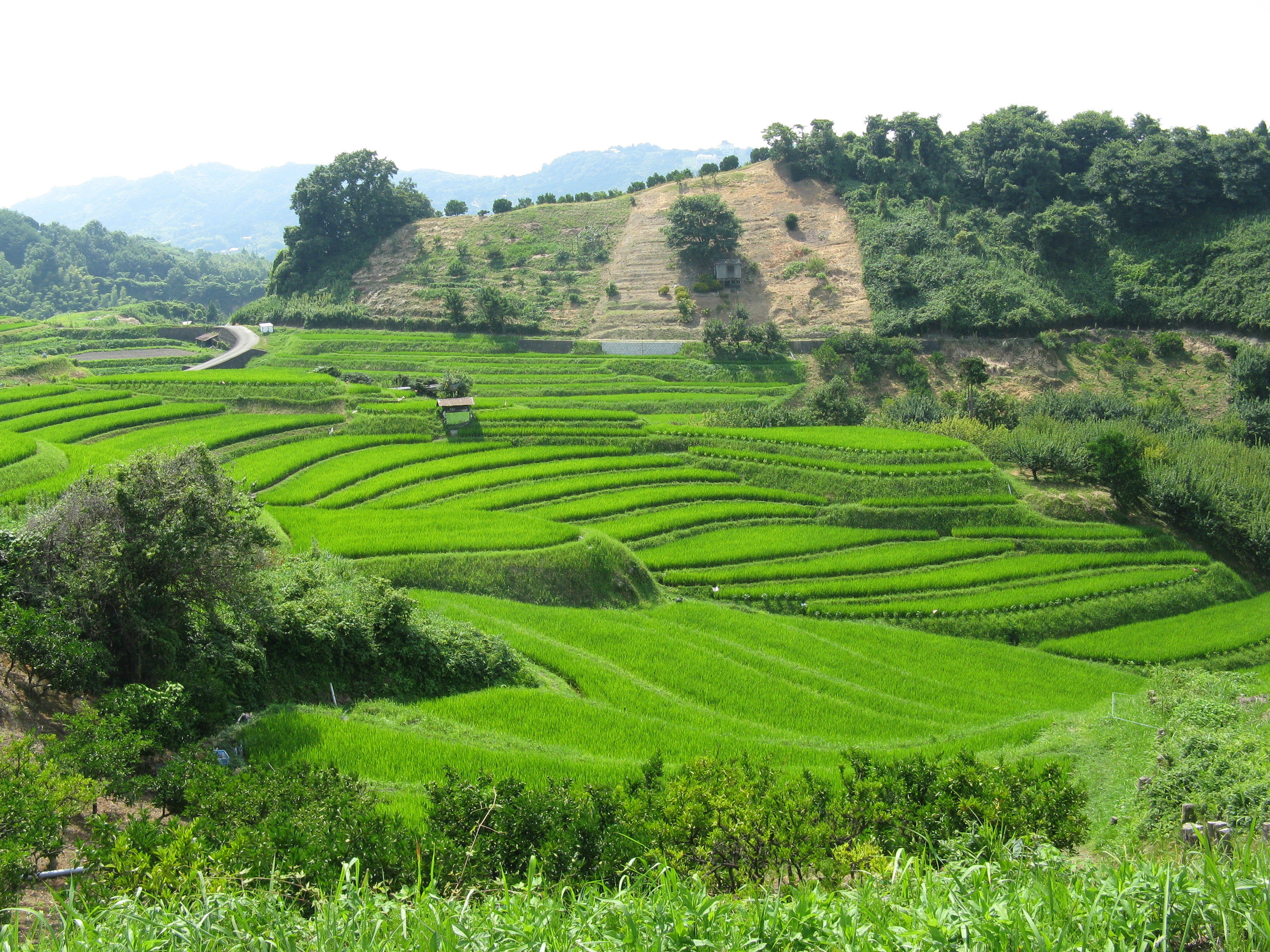
下赤坂（日本の棚田百選）

- 楠木正成ゆかりの地
  - 楠木七城
  - 建水分神社
  - 千早神社
  - 千早城跡：国史跡
  - 下赤坂城跡：国史跡
  - 上赤坂城跡：国史跡
- 大阪府民の森（ちはや園地）
  - 金剛山展望台
- ちはや星と自然のミュージアム
- 道の駅ちはやあかさか
- 千早赤阪村立郷土資料館
- 金剛生駒紀泉国定公園
  - 金剛山（山頂の葛木神社周辺は御所市）

## 出身者・関係者
- 楠木正成 - 武将
- 桂南光 - 上方噺家、タレント
- 土居一洋 - 環境活動家（当地の出身者ではないが、私設の移動図書館である『じてんしゃ図書館』の旅を終えた後に居住先として一時的に滞在していた）

## 千早赤阪村を舞台にした作品
- 鬼ガール!!（映画）